# 沙里奈ユイ
沙里奈 ユイ（さりな ゆい、1982年12月13日 - ）は、日本のAV女優。

## 略歴
東京都出身。2002年、AVデビュー。現在は引退している。

## 出演作品
2002年
- 凌辱さん姉妹輪姦地獄（1月1日、隼エージェンシー）
- 麗しの家庭教師 先生、ブルンブルンおっぱいがスゴいっス（4月15日、V&Rプランニング）
- ち.ち.ち.ち.ち? 1（4月20日、桃太郎映像出版）
- 性虐痴漢バス 2（5月15日、ネクストイレブン）
- バーチャルマガジン創刊号（6月12日、バーチャルウェーブ）
- E-Body 5 エッチなカラダでSEX好きの女たち（6月30日、銀河映像）
- honey☆☆☆☆bunny（8月31日、銀河映像）
- NYLON90% 001（9月25日、エムズファクトリー）
- はじめてのおいしゃさん（9月25日、メディアステーション）
- Sexual Healing 癒し美人の誘惑（10月9日、アクティブワン）
- Girls倶楽部（10月16日、アクア）
- はじめてのおいしゃさん（10月18日、メディアステーション）
- I LOVE FETISH（11月29日、シネマジック）
- LOVE ACTRESS（12月27日、VIP）

2003年
- 巨乳マンション ～断りきれないGカップくびれ夫人～（1月10日、ワープエンタテインメント）
- イジメっ子倶楽部 素人娘を徹底的に辱める（1月25日、銀河映像）
- 女教師暴行白書（1月31日、デジタルドリーム）
- 18歳Eカップ娘SEXキャスティング GIRL FUCKS 5（2月19日、ビッグモーカル）
- 巨乳CASTER（2月21日、タカラ映像）[1]
- Miss Perfect（3月14日、ディースリー）
- HIGH SCHOOL FUCK（4月8日、アイデアポケット）
- THE家政婦 マイメイド 第1章（4月28日、エムブロードキャスト）
- DOUBLE 死夜悪 3（5月8日、アタッカーズ）
- BODY SHOCK Fcup YUI（5月9日、AVS）[1]
- 巨乳女子校生4時間スペシャル（5月23日、ケイ・エム・プロデュース）
- 巨乳でまたがってしてあげる（5月29日、TMA）
- 強制露出マニアックス 5（6月13日、VIP）
- Kyonyu Walker No.3（6月21日、エムブロードキャスト）
- 巨乳画報 6（6月25日、オブテイン・フューチャー）
- 24人のカリスマアイドル3（7月25日、ケイ・エム・プロデュース）
- アニマル中出し（8月8日、隼エージェンシー）
- Kyonyu Walker ノーカット特大号（8月20日、エムブロードキャスト）
- Miss Boin（9月19日、デジタルドリーム）
- フェラコレ2003秋（10月8日、隼エージェンシー）
- こだわりの手コキ240スペシャル33人（10月8日、隼エージェンシー）
- Big Tits（10月14日）
- 巨乳奴隷秘書（11月14日、タカラ映像）[1]
- 巨乳マンション ～断りきれないGカップくびれ夫人～（11月14日、ワープエンタテインメント）[1]
- いたぶられっ娘（12月4日、プレステージ）
- 徹底連続アクメ興奮映像（12月17日、プレステージ）

2004年
- 強制スペシャル強制ぶっかけ拘束辞令総集編3（1月1日、シャトルジャパン）
- 6死夜悪 死夜悪短編作品集（2月8日、アタッカーズ）
- OLノーパン痴漢バス 2（2月13日、笠倉出版社）
- MISS◆巨乳痴女 2（2月20日、タカラ映像）
- 巨乳が好きで好きで眠れない僕たちが手にしたビデオ（2月21日、銀河映像）
- ABNORMAL PRIVACY 奴隷秘書40（2月27日、シネマジック）
- インテリBODYで犯されたい（4月1日、マルクス兄弟）
- 実録中出し第八章～痴女編（5月7日、タカラ映像）
- フェラ抜き 巨乳美女11人オール主観240分（5月24日、プレステージ）
- アナル姦通 第3章（6月15日、MOODYZ）
- 麗しの家庭教師 9（6月17日、V&Rプランニング）
- 騎女 完全騎乗位の女 其の八（6月25日、U&K）
- 近親相姦8ストーリー －第七章－（7月15日、隼エージェンシー）
- 巨乳中出し240 4（7月15日、隼エージェンシー）
- こだわりの手コキ 22人の手コキ嬢（7月15日 、隼エージェンシー）
- フェラコレ2004夏 21人のフェラジェンヌ（7月15日、隼エージェンシー）
- 巨乳秘書アナル調教（7月16日、タカラ映像）[1]
- オナニー4時間 痴女優コレクション（7月23日、笠倉出版社）
- THE BODY CHECK 2 女体観測リポート（8月21日、エムブロードキャスト）
- M[エム] 美形巨乳若妻に中出し!（9月3日、タカラ映像）
- オナニスト ［第八章］（9月15日、隼エージェンシー）
- 巨乳OL接待レイプ（9月20日、ネクストイレブン）
- STARRY EYED LOVER 003（9月30日、デジタルアーク）
- フェライド おしゃぶりスペシャル（10月29日、笠倉出版社）
- 巨乳奴隷秘書（11月14日、タカラ映像）
- 肉体労働の女 6（11月23日、VIP）

2005年
- 強制レイプマニアックス（1月24日、VIP）
- 巨乳レイプ4時間第4章（2月17日、隼エージェンシー）
- ザーメン狂いの女（2月21日、VIP）
- 麗しの家庭教師ザ・ファイナル（2月21日、ケイネットワーク）
- Boin Body!!～ボインな貴女にされたいコト。（2月25日、デジタルバンク）
- 奴隷秘書スペシャル 10（3月18日、シネマジック）
- 裏撮り生映像（4月8日、麒麟堂）
- 昼下がりの犯され妻 9人の奴隷妻 3（4月15日、隼エージェンシー）
- 世にも巨乳な物語 4時間（4月21日、ケイ・エム・プロデュース）
- B.O.I.N 01（4月22日、デジタルドリーム）
- 超・強制レイプマニアックス 2（4月22日、デジタルバンク）
- なまハメ中出し注入 [美脚OL編]（8月12日、デジタルバンク）
- 裏撮り生映像（10月10日、麒麟堂）
- なまハメ中出し注入 [美乳秘書編]（11月11日、デジタルバンク）

発売年不明
- 密室マニア 2（アウダースジャパン）